# Le 77
Le 77 est un groupe belge de rap francophone originaire de Bruxelles.

## Historique
Le groupe est composé de Peet et Félé Flingue (chant), Morgan (composition) et Rayan (management) qui vivent en colocation à Laeken. Le nom de leur groupe est un hommage au numéro de leur habitation.
Félé Flingue était[Quand ?] aussi un membre du groupe l'Or du Commun qui d'ailleurs viennent de sortir leur nouvel album [Quand ?] [Lequel ?].